# Félix Chadenet
Félix Chadenet est un homme politique français né le 7 avril 1798 à Verdun (Meuse) et décédé le 24 septembre 1874 à Damvillers (Meuse).

## Biographie
Avocat à Verdun, il est l'un des leaders du parti libéral sous la Restauration. Conseiller général, il est député de la Meuse de 1848 à 1851, siégeant à droite et soutenant le prince président. Après le coup d’État du 2 décembre 1851, il devient maitre des requêtes au Conseil d’État, puis préfet de Tarn-et-Garonne, préfet de Loir-et-Cher, préfet de la Meuse, préfet de la Charente et préfet de l'Yonne. Il redevient député de la Meuse de 1863 à 1870, siégeant dans la majorité soutenant le Second Empire.

## Sources
- « Félix Chadenet », dans Adolphe Robert et Gaston Cougny, Dictionnaire des parlementaires français, Edgar Bourloton, 1889-1891 [détail de l’édition]